# 中國通用機械研究院
中國通用機械研究院有限公司，中國機械工業集團有限公司屬下機構，是在1956年當時以合肥通用機械研究院成立，主要業務从事石油化工、化肥、电站、环保、燃气、船舶等行业通用机械、化工设备及专用机电设备的设计开发、制造、检测和相应的工程承包、工程监理、设备成套等，現任院長陈学东。
1999年，被中國機械工業集團有限公司收購本集團，已被國務院批准。